# Hnojné
Hnojné és un poble i municipi d'Eslovàquia. Es troba a la regió de Košice, a l'est del país. El 2017 tenia 224 habitants.

## Història
La primera referència escrita de la vila data del 1390.

## Demografia
| Godina             | 1994 | 2004    | 2014   | 2024    |
| ------------------ | ---- | ------- | ------ | ------- |
| Nombre de persones | 175  | 242     | 218    | 243     |
| Diferència         |      | +38,28% | −9,91% | +11,46% |

| Godina             | 2023 | 2024   |
| ------------------ | ---- | ------ |
| Nombre de persones | 251  | 243    |
| Diferència         |      | −3,18% |